# 温带沙漠

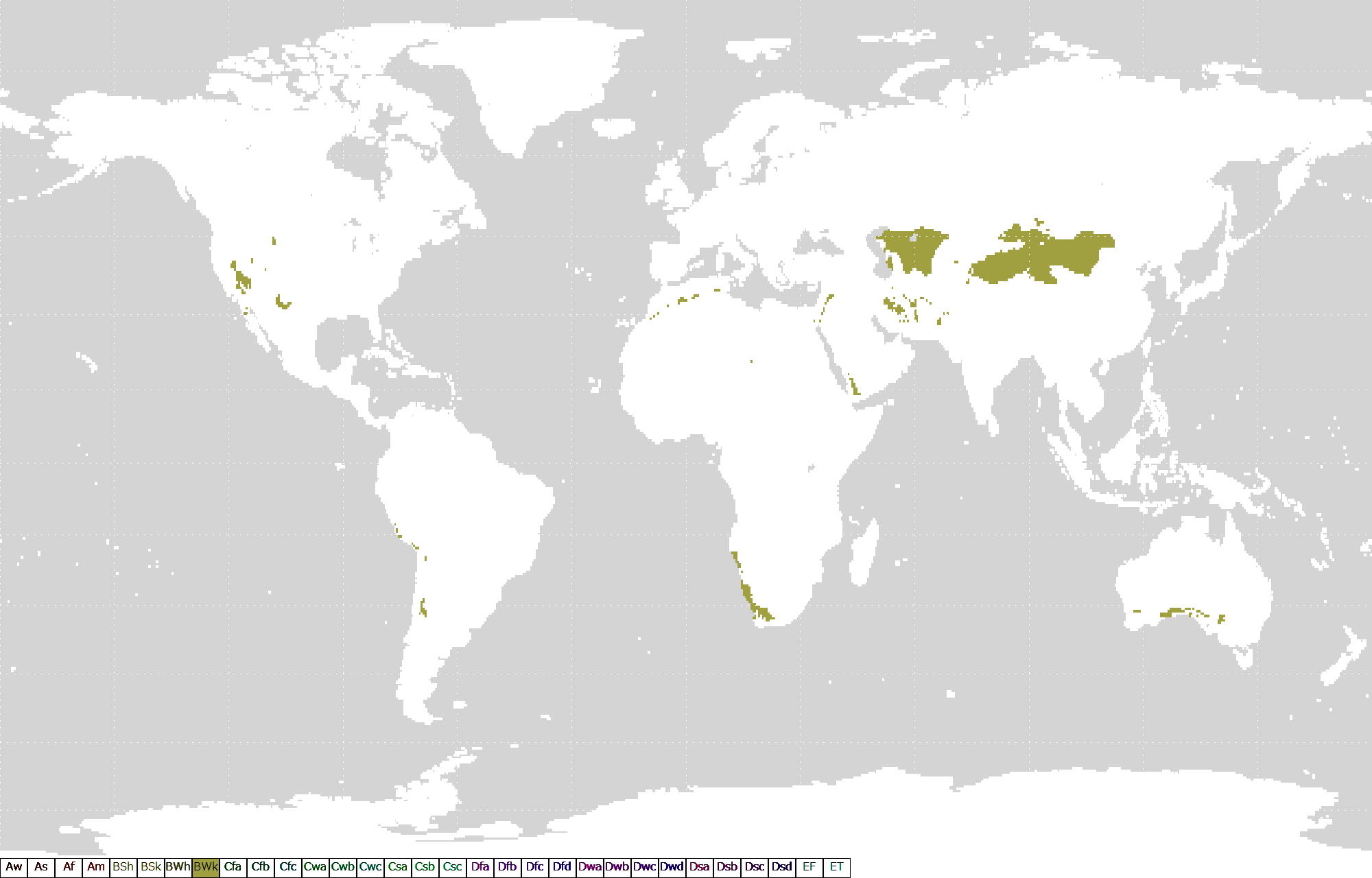
溫帶沙漠氣候的世界分布（BWk）

温带沙漠（英语：Temperate desert；縮寫：BWk）亦称中纬度沙漠，主要分布在中纬度的内陆地区。

## 成因

### 自然原因
1. 氣候干旱，为温带大陆性气候，例如：中亞地區；
2. 高壓之發源地，例如：中國新疆塔克拉瑪干沙漠，戈壁沙漠；
3. 風力强，大豐日数多；
4. 地表多疏松的沙质沉积物；
5. 為行星風系西風之背風側，例如：美西巴塔戈尼亞沙漠；
6. 寒流經過；
7. 深居內陸；

## 特征
熱帶沙漠因日溫差大、年溫差小；而溫帶沙漠因日溫差與年溫差大。
溫帶沙漠日溫差大是因為：西伯利亞高壓籠罩、寒流經過，不易降雨且位於盛行風（季風、信風）背風側。